# Dong-Son-Kultur
| Prähistorische Kulturen Vietnams | Prähistorische Kulturen Vietnams |
| Altsteinzeit                     | Altsteinzeit                     |
| -------------------------------- | -------------------------------- |
| Dieu-Kultur                      | ca. 30.000 v. Chr.               |
| Sơn-Vi-Kultur                    | 20.000–12.000 v. Chr.            |
| Mittelsteinzeit                  |                                  |
| Hòa-Bình-Kultur                  | 12.000–10.000 v. Chr.            |
| Jungsteinzeit                    |                                  |
| Bắc-Sơn-Kultur                   | 9.000–5.000 v. Chr.              |
| Quỳnh-Văn-Kultur                 | 3.000–1 v. Chr.                  |
| Đa-Bút-Kultur                    | 4.000–1.700 v. Chr.              |
| Bronzezeit                       |                                  |
| Phùng-Nguyên-Kultur              | 2.000–1.500 v. Chr.              |
| Đồng-Đậu-Kultur                  | 1.500–1.000 v. Chr.              |
| Gò-Mun-Kultur                    | 1.000–700 v. Chr.                |
| Đông-Sơn-Kultur                  | 800 v. Chr.–200 n. Chr.          |
| Eisenzeit                        |                                  |
| Sa-Huỳnh-Kultur                  | 500 v. Chr.–100 n. Chr.          |
| Óc-Eo-Kultur                     | 1–630 n. Chr.                    |

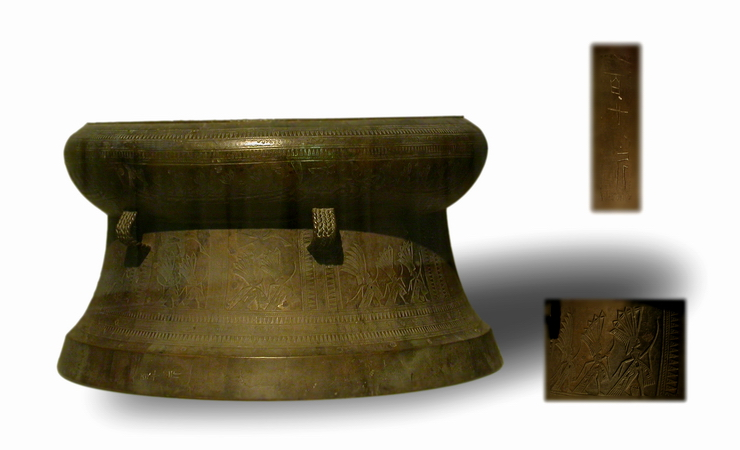
Typische Bronzetrommel der Dong-Son-Kultur aus dem Luobowan Grab Nr. 1

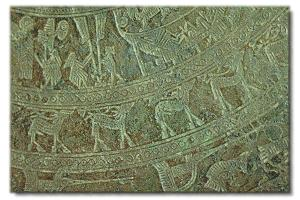
Gravur auf der Ngoc-Lu-Bronzetrommel, Vietnam

Die Dong-Son-Kultur (vietnamesisch Văn hóa Đông Sơn) existierte von etwa 800 v. Chr. bis 200 n. Chr. im nördlichen Vietnam und in Südchina. Sie markiert den Übergang von der Bronzezeit zur Eisenzeit in Südasien.
Die Dong-Son-Kultur hatte ihr Kerngebiet in den Tälern der Flüsse Hong, Ma und Ca. Im Norden ist sie bis über die Grenze des heutigen Vietnams hinaus bezeugt, im Süden bis nach Quảng Bình.
Die Dong-Son-Kultur ist charakterisiert durch eine große Anzahl verschiedener Bronzeobjekte. Ihre typischen Artefakte (oft sehr aufwendig gestaltete Gegenstände aus Bronze) finden sich bis weit nach Ozeanien hinein, wohin sie vermutlich durch Handel gelangten. Es gibt Bronzepflüge, Äxte, Waffen und reich verzierte Bronzegefäße. Besonders typisch sind die bauchigen Dong-Son-Trommel, Bronzetrommeln, von denen bisher über 200 bekannt sind. Ein 2015 in Osttimor gefundenes Exemplar wog 80 kg und wurde auf ein Alter von 2000 Jahre geschätzt. Eisen war auch bekannt. Es fanden sich Waffen, Werkzeuge und auch Schmuckstücke.
Die Keramik ist eher einfach und zeigt meist ein eingedrücktes Schnurmotiv auf der Außenseite.
Siedlungen liegen meist dicht an Flüssen und sind vergleichsweise klein, von 100 m² bis zu einem Hektar groß. Friedhöfe finden sich getrennt von den Siedlungen. Die Toten sind meist als Körperbestattungen in Holzsärgen (die oft aus Booten hergestellt waren) mit Beigaben begraben worden.
Reisanbau war die Wirtschaftsgrundlage. Die Bronzen der Dong-Son-Kultur fanden sich im südlichen China und im Gebiet der Sa-Huynh-Kultur. Sie belegen Handelsbeziehungen.
Die Dong-Son-Kultur wird von vietnamesischen Historikern häufig mit dem aus den vietnamesischen Überlieferungen tradierten Königreich Văn Lang in Verbindung gebracht. Archäologen der Kolonialzeit vertraten die Meinung, dass die Technik des Bronzegusses aus China übernommen worden sei. Heutige Archäologen gehen eher von einer unabhängigen Entstehung auf dem südostasiatischen Festland aus.